# Kellen Davis
(en) Statistiques sur pro-football-reference
Kellen Davis (né le 11 octobre 1985 à Adrian) est un joueur américain de football américain. Il joue actuellement avec les Giants de New York.

## Carrière

### Université
Davis entre à l'université d'État du Michigan où il intègre l'équipe de football américain des Spartans. Pour sa dernière année, il reçoit une mention honorable de la conférence Big Ten.

### Professionnel
Kellen Davis est sélectionné au cinquième tour du draft de la NFL de 2008 par les Bears de Chicago au 158e choix. Après une première saison où il ne reçoit aucune passe, il reçoit sa première en la saison suivante et marque son premier touchdown contre les Steelers de Pittsburgh le 20 septembre 2009. Il fait trois saisons avec un rôle de remplaçant avant d'être nommé titulaire pour la saison 2011 où il marque deux touchdowns lors des cinq premiers matchs de la saison.
En mars 2013 il signe avec les Browns de Cleveland, puis rejoint en septembre de la même année les Seahawks de Seattle, avec qui il remporte le Super Bowl XLVIII le 2 février 2014.
Le 4 avril 2014, il signe avec les Giants de New York.

## Palmarès
- Mention honorable de la conférence Big Ten 2007
- Super Bowl XLVIII